# Baeriidae
Baeriidae — родина морських губок класу вапнякових губок (Calcarea).

## Загальна інформація
Мають хоаноскелет, що складається з величезних тріактин, та/або безладно розміщених тетрактин, та/або з великою кількостю мікродіактин. В хоаноскелеті не виявлено слідів радільної організації. Коровий скелет складається з тріактин, величезних діактин, та/або численних мікродіактин, та іноді основних актин корових величезних тетрактин. Спікули хоаноскелету розкидані, схожі до корових. Спікули можуть бути як з численними мікродіактинами, та і повністю замінені мікродіактинами. Система виділення складена з розгалужених каналів, що не мають дотичного скелету, нещільно або щільно вкритих гарпуноподібними пужіолами та/або мікродіактинами.

## Класифікація
Має 4 роди:
- Рід Eilhardia Poléjaeff, 1883
- Рід Lamontia Kirk, 1895
- Рід Leuconia Grant, 1833
- Рід Leucopsila Dendy & Row, 1913

Колишні таксони
- Рід Baeria Miklucho-Maclay, 1870 прийнятий як Leuconia Grant, 1833
- Підродина Leuconiinae De Laubenfels, 1936 прийнята як Baeriidae Borojevic, Boury-Esnault & Vacelet, 2000